# The Sea Beast (película de 2022)
The Sea Beast (El monstruo marino en España y Monstruo del mar en Hispanoamérica) es una película de aventura y fantasía animada por computadora estadounidense de 2022 de Chris Williams en su debut como director en solitario. La película está protagonizada por las voces de Karl Urban, Zaris-Angel Hator, Jared Harris y Marianne Jean-Baptiste.
La película tuvo un estreno limitado en Netflix el 8 de julio. La película recibió críticas positivas.

## Argumento
Durante cientos de años, los monstruos marinos han aparecido para causar estragos entre los marineros y las sociedades establecidas en el interior. Para contrarrestar esto, los marineros se aventuran en sus  barcos para cazar bestias a través del océano, la más famosa de ellas es la tripulación de "The Inevitable", dirigida por el legendario Capitán Crow, su primer oficial Sarah Sharpe y su hijo adoptivo, el igualmente inigualable cazador de monstruos Jacob Holland. Están respaldados financieramente por el Rey y la Reina de la Corona, quienes han establecido una sociedad distinguida denominada "Tres Puentes". Después de casi morir durante una cacería, Crow le dice a Jacob que lo hará capitán una vez que maten a una bestia conocida como "Red Bluster" que le quitó el ojo, que también servirá como la última cacería de Crow.
La tripulación regresa a Three Bridges para cobrar el pago de su última captura, pero el Rey y la Reina les dicen que pronto serán reemplazados por un buque de guerra llamado "El Imperator", encabezado por el Almirante Hornagold, que continuará con la caza de bestias marinas en su lugar. Jacob propone que su tripulación tenga una oportunidad más de matar al Red Bluster para continuar cazando bestias en su nombre si tienen éxito, lo que el Rey y la Reina aceptan. Momentos después de partir, la tripulación descubre que una niña huérfana llamada Maisie Brumble, a quien Jacob conoció la noche anterior, se ha escondido en el barco para unirse a ellos, inspirada por sus difuntos padres que murieron durante una cacería, y es gran admiradora de Crow, Jacob y Sharpe. Una noche, el Inevitable es atacado por el Red Bluster. A pesar de las órdenes de Crow, Jacob, vacilante, permite que Maisie corte una línea que conecta el barco con el Bluster y salva a la tripulación, pero el Bluster se escapa. Enojado, Crow los apunta a ambos a punta de pistola y le exige a Jacob que le traiga a Maisie, antes de que Bluster emerja de las profundidades y se trague a Maisie y Jacob enteros.
Atrapados dentro de la bestia, Jacob y Maisie escapan a través de la cavidad nasal del Bluster donde terminan varados en una isla poblada por varias bestias, el Bluster entre ellos. Maisie descubre que Bluster no reacciona con malicia hacia los dos y comienza a hacerse amigo de la bestia, nombrándola "Roja". Maisie comienza a creer que los monstruos que estaban cazando son criaturas incomprendidas, lo que Jacob niega. A la mañana siguiente, se hace amiga de una criatura más pequeña a la que llama "Azul", durante la cual ella y Jacob perturban un gran nido de bestias infantiles, obligándolos a escapar de la isla. Cuando una gran bestia parecida a un cangrejo intenta matarlos, Red emerge y lo derrota, salvándolos. Jacob y Maisie pueden convencer a Red de que los lleve a ambos (incluido Blue) a la isla Rum Pepper para que puedan asegurar un barco que los lleve de regreso a Three Bridges.
Mientras tanto, al creer que Jacob está muerto, Crow se vuelve loco por su deseo de matar a Red. Busca a una anciana comerciante llamada Gwen Batterbie, quien le da a Crow un veneno lo suficientemente poderoso como para matar a Red y un arma enorme capaz de disparar un arpón con la punta. Mientras están en la espalda de Red, Jacob y Maisie se unen con la criatura y entre ellos. Jacob crece en una epifanía y apoya la creencia de Maisie de que las bestias son inocentes, renunciando a sus caminos como cazador. Llegan a la isla Rum Pepper, pero descubren que el Imperator y Hornagold están estacionados allí. Red ataca el barco, que llueve granizo sobre la bestia con cañones, uno de ellos hiriendo a Maisie. Antes de que la bestia pueda matar a Hornagold después de que ella destruya al Imperator, Jacob le impide momentáneamente que lo haga. Red ve a la Inevitable y ataca, pero recibe un disparo del arpón con punta venenosa y casi muere, y Crow la mantiene con vida el tiempo suficiente para llevarla a la Corona como trofeo.
Maisie es atendida hasta que recupera la salud, pero es encarcelada en su habitación a bordo del Inevitable cuando llega al Crown, con Red a cuestas. Después de que Blue regresa para liberar a Maisie, descubre que todos los libros que ha leído sobre las bestias y sus cazadores son propaganda creada por la Corona. Frente a una gran reunión de civiles en el reino, Crow se prepara para ejecutar públicamente a Red antes de que Jacob lo detenga. Crow domina a Jacob en un duelo feroz, mientras que Maisie y Sharpe, que también comienzan a creer en la cosmovisión de las bestias de Maisie, liberan a Red de sus ataduras. Maisie y Jacob convencen a Red de que perdone a Crow y expongan a la Corona por sus mentiras y engaños, y el reino renuncia a sus creencias sobre las bestias, incluido Crow.
Con Red y las otras bestias marinas solas, Maisie y Jacob comienzan su nueva vida juntos como familia, junto a Blue.

## Reparto de voces
- Karl Urban como Jacob Holland
- Zaris-Angel Hator como Maisie Brumble
- Jared Harris como Capitán Crow
- Marianne Jean-Baptiste como Sarah Sharpe
- Dan Stevens como almirante Hornagold
- Kathy Burke como Gwen Batterbie
- Jim Carter como el rey
- Doon Mackichan como la reina
- Helen Sadler como la sra. Merino,Matrona,Conductor de carro

## Producción

### Desarrollo
El 5 de noviembre de 2018, Netflix anunció que Chris Williams escribirá y dirigirá la película animada Jacob and The Sea Beast. El 7 de noviembre de 2020, la película se tituló de nuevo a The Sea Beast.

### Animación
Los servicios de animación fueron proporcionados por Sony Pictures Imageworks.

### Música
Mark Mancina compuso la partitura de la película.

## Lanzamiento
En marzo de 2022, Netflix anunció su fecha de estreno para el 8 de julio de 2022. La película se estrenó en AMC, Cinemark, Regal, Cineplex Entertainment y otros cines seleccionados el 24 de junio de 2022, antes de su debut en Netflix.

## Recepción
En el sitio web del agregador de reseñas Rotten Tomatoes, el 94% de las reseñas de 65 críticos son positivas, con una calificación promedio de 7.6/10. El consenso del sitio web dice: "Una historia animada original que a menudo es tan atrevida como sus personajes, The Sea Beast envía al público a un viaje que vale la pena emprender". En Metacritic, la película tiene una puntuación media ponderada de 75 sobre 100 basada en 15 críticos, lo que indica críticas favorables.